# Paspalum variabile
Paspalum variabile är en gräsart som först beskrevs av Eugène Pierre Nicolas Fournier, och fick sitt nu gällande namn av George Valentine Nash. Paspalum variabile ingår i släktet tvillinghirser, och familjen gräs. Inga underarter finns listade i Catalogue of Life.